# 原田昌和
原田 昌和（はらだ まさかず、1972年 - ）は、日本の法学者。専攻は民法。立教大学法学部教授。北海道出身。

## 経歴
- 1995年3月 京都大学法学部卒業[1]
- 1996年3月 京都大学大学院法学研究科 修士課程 民刑事法専攻 修了
- 2000年3月 京都大学大学院法学研究科 博士課程 民刑事法専攻 単位取得退学[1]
- 2000年4月 京都大学大学院法学研究科助手
- 2001年4月 甲南大学法学部専任講師
- 2002年4月 甲南大学法学部助教授[1]
- 2004年4月 立教大学法学部国際・比較法学科助教授[1]
- 2007年4月 立教大学法学部国際ビジネス法学科准教授
- 2010年4月 立教大学法学部法学科教授[1]

## 著作
- 『ハイブリッド民法3 債権総論』（共著）（法律文化社、2006年）
- 『民法I 総則 LEGAL QUEST』（共著）（有斐閣、2010年）
- 『リーガルリサーチ&リポート』（共著）（有斐閣、2015年）
- 『民法総則』（共著）（日本評論社、2017年）
- 『民法 1 総則　判例30!』（共著）（有斐閣、2017年）
- 『民法I 総則 第2版 LEGAL QUEST』（共著）（有斐閣、2018年）